# オールド・イングリッシュ・ブルドッグ
オールド・イングリッシュ・ブルドッグ（英：Old English Bulldog）は、イギリス原産のブル・ベイティング（牛かませ）用の犬種である。現在のイングリッシュ・ブルドッグの原種であるが、19世紀から20世紀にかけて品種改良により姿が大きく変化しているため、区別するためにオールド・イングリッシュ・ブルドッグと呼ぶ。ブル・ベイティング・ドッグ、ブリティッシュ・ブルドッグなどとも呼ばれた。

## 歴史
12世紀頃に、ノルマン人によって犬を鎖に繋がれた牛や熊と闘わせる競技（ブル・ベイティング）がブリテン諸島にもたらされ、人気を得た。当初はさほど残酷なものではなかったが、苦しんで死んだ雄牛の肉が美味であるとされたところから、牛が死ぬまで攻撃させるものへとなっていった。
この娯楽に使われた犬は、原始的なマスティフタイプの犬種と考えられているが、16世紀頃からブル・ベイティングが王室等でも頻繁に催されるようになるなかで、犬種の改良が進んだ。1835年に残酷なスポーツをすべて禁止する法令が下されると、以後はペットや番犬等に使われることになった。
その頃から、ヨーロッパなどではドッグショーが盛んになり、ブルドッグもショードッグとして外見上の特徴を極端に誇張する改良が進められ、1879年にはザ・ケネルクラブの公認犬種となった。その結果、古い姿のブルドッグ（オールド・イングリッシュ・ブルドッグ）は消滅した。なお、アメリカ合衆国では脚が長く、且つ攻撃的な気性になるような改良が進み、アメリカン・ブルドッグとなった。
しかし、頭部が極端に大きく、吻部のつぶれた現代のイングリッシュ・ブルドッグは、軟口蓋過長による呼吸困難、よだれ過多、歯や頸椎、脊髄の変形、皮膚のヒダの間に起こる湿疹、体格が原因の難産など、多数の健康上の問題点を持つため、20世紀後半以降、19世紀初頭頃のブルドッグの古い姿を取り戻して犬質を向上させようとする試みが広く行われるようになった。

## 特徴
ブル・ベイティングに際して、牛の鼻や耳、舌に喰らいついて放さないための頑丈な口吻部を持つと同時に、その間も呼吸できるよう頭部全体が大きく幅広く、顎が鼻よりも前に出る。また、牛の角につかれないように体躯は小型である。しかし、現代のブルドッグと比べると大型で四肢は長く、マズルもやや短く、それほどつぶれていない。スムースコートで毛色の制限は無く、垂れ耳又は折れ耳（ローズ耳）だが、断耳してドーベルマンのように立たせた。尾は長い垂れ尾だが、時には短めに断尾された。性格は普段は忠実でのんびりしているが、ひとたびブル・ベイティングに繰り出されると凶暴な性格に豹変し、情け容赦なく動物を攻撃した。粘り強い性格も持ち合わせている。

## 復活犬種

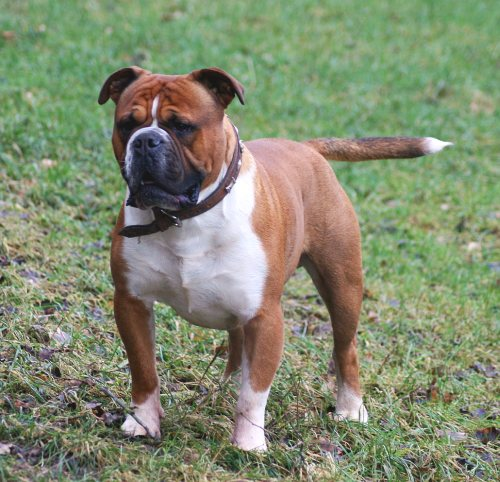
オールディ・イングリッシュ・ブルドッグ

20世紀後半以降、19世紀初頭のオールド・イングリッシュ・ブルドッグが持っていた姿を取り戻し、健康にするための改良が盛んに行われるようになった。その先駆となったのは、1970年代にアメリカ合衆国ペンシルバニア州で改良がはじまったリービット・ブルドッグで、その後、さまざまなブリーダーやグループによって、それぞれ独自のブリーディングプログラムに則った改良・品種化が行われている。なかでも、オールディ・イングリッシュ・ブルドッグは2014年にアメリカ合衆国のユナイテッド・ケネルクラブの公認を受けた。
これらの犬種群は番犬、ガードドッグ、ペットとしてのみ使われていて、闘犬として使われることが無いように厳しい管理が行われている。また、どの犬種のどの犬がよりオールド・イングリッシュ・ブルドッグに近いか競い合うコンテストも行われている。
アーカンソー・ジャイアント・ブルドッグ（英：Arkansas Giant Bulldog）
アメリカ合衆国原産。イングリッシュ・ブルドッグにアメリカン・スタッフォードシャー・テリアやアメリカン・ピット・ブル・テリアを交配させて作出されたガードドッグ用犬種。体高45 - 55cm、体重25 - 30kg。頭部は大きいが、諸問題を修正できている。
アルトマン・ホワイト・イングリッシュ・ブルドッグ（英：Altman Wite English Bulldog）
アメリカ合衆国原産。コートカラーはその名のとおりホワイトのみ。脚やマズルが長く、アメリカン・ブルドッグなどが交配に使われた。体高38 - 54cm、体重23 - 36kg。
ヴァレー・ブルドッグ（英：Valley Bulldog）
カナダのノバスコシア州のアナポリス原産。ブル・バイティングに使われていた頃の中期の姿を再現し、イングリッシュ・ブルドッグとボクサーを交配させた犬種であるが、怖い顔つきに反して非常に大人しく、人懐こい性格である。
オーストラリアン・ブルドッグ（英：Australian Bulldog）
オーストラリア原産のペット専用のブルドッグ。イングリッシュ・ブルドッグにボクサー、ブルマスティフ、ブルテリアなどを慎重に交配させて作出された。体高40 - 50cm、体重25 - 35kg。
ビクトリアン・ブルドッグ（英：Victorian Bulldog）
イギリスのイングランド原産。ケン・モレットというブリーダーが20年の歳月かけて作出し、健康上の問題を克服した犬種とされる。体高51cm前後、体重31 - 36kgと現代のイングリッシュ・ブルドッグより大きい。
リービット・ブルドッグ（英：Leavitt Bulldog）
アメリカ合衆国原産。イングリッシュ・ブルドッグにブルマスティフ、アメリカン・ブルドッグ、アメリカン・ピット・ブル・テリアなどを綿密に交配させて作出したもの。主に番犬やドッグスポーツに使われる。